# 京王吉祥寺駅ビル
京王吉祥寺駅ビル（けいおうきちじょうじえきビル）は、東京都武蔵野市吉祥寺南町にある駅ビルである。吉祥寺駅南口側にあり、京王電鉄井の頭線のほか、JR中央線および駅ビルアトレにも直結する。
現在の駅ビルは2014年（平成26年）4月に竣工。キーテナントは京王電鉄運営のショッピングセンター「キラリナ京王吉祥寺」で、2014年4月23日に開業した。1970年（昭和45年）に完成した旧駅ビルは老朽化により2010年（平成22年）に取り壊され、その後改築工事を経て、2014年4月に新駅ビルが完成した。本項では旧駅ビル「ターミナルエコー」についても併せて記述する。

## 歴史

### ターミナルエコー時代
1960年代、吉祥寺駅南口にあった旧多摩青果市場の跡地を「富士ビルディング株式会社」が取得。中央線・井の頭線・吉祥寺大通りに挟まれた三角地帯にショッピングビルを建設する予定だった。しかし、中央線の高架化に合わせて、京王帝都電鉄と提携し、国鉄の余剰地を買収してビルを建設する計画に変更した。
1970年（昭和45年）11月、「ターミナルエコー」（Terminal ECHO、ビル名称：吉祥寺エコービル）の名称で、地上8階・地下1階からなるテナントビルとして開業した。主に中・高層階を専門店とレストランなどで構成しており、屋上には遊戯施設も兼ね備えていたほか、夏季にはビアガーデンも開設されていた。
しかし、駅に直結する一等地にもかかわらず、駅周辺からのアクセスが不便だったことや、競合する商業施設の開業が相次いだことなどにより苦戦を強いられる。さらに1970年代中・後期（昭和50年代前期）には、エコービル側の家賃値上げに対して当時入居していたテナントが抗議して店舗が順次退去し、ビルの大部分が長らく空白の状態となっていた。
1980年代後期までは食品スーパーのシヅオカヤが地下1階で営業していたほか、フロアの一部はゲームセンターとしてひっそりと営業していた。

### ユザワヤ開店から京王電鉄所有へ
1995年（平成7年）、ターミナルエコー跡に手芸・ホビー用品の専門店、ユザワヤの出店が決定。翌1996年（平成8年）5月1日、手芸・ホビー専門店としては当時最大級の店舗ユザワヤ吉祥寺店が開店した。
ユザワヤの出店により、長い空白の時代にようやく終止符が打たれ、20年以上掲げられていた「ターミナルエコー」の看板が消滅した。またこれにより、長年にわたりシャッターが閉められていた2階連絡口も再開され、かつてシヅオカヤがあった地下1階はユザワヤの玩具売場となった。核テナントとなったユザワヤ吉祥寺店は、延べ9,780m2と、当時のユザワヤ全店の中で最大の売り場面積を有し、手芸ファンやラジコン愛好家らに重宝され、ユザワヤのブランドネームを全国に轟かせるきっかけともなった。
2003年（平成15年）3月20日には、地上2階・地下1階の駅直結専門店フロア「京王クラウン街吉祥寺」が名称を「フレンテ吉祥寺」と改めリニューアルオープン。翌2004年（平成16年）8月6日には地下1階部分を改装し、京王グループの啓文堂書店がオープンした。同年9月30日には京王電鉄が約120億円で全館を取得（ユザワヤが引き続き貸借）、駅ビルは京王電鉄が所有する形となり、ビル名称も京王吉祥寺駅ビルに改称した。
2009年（平成21年）にはビル完成40年目を迎えて老朽化も著しくなったため、翌2010年（平成22年）から4年近くかけて改築工事が行われることになった。

### ユザワヤの閉店と駅ビル改築
工事着手の時点で、京王吉祥寺駅ビルには地上1 - 8階にユザワヤ、下層階にフレンテ吉祥寺、地下1階に啓文堂書店がそれぞれ入居していた。また、現在の駅ビルが開業する前の井の頭線吉祥寺駅は地上2・3階部分に相当し、3階が改札・ホーム、2階が券売機を設置した吹き抜けの広場という特殊な形態だった。この広場はJRの公園口改札やJR側の駅ビルである「アトレ吉祥寺」に直結していたものの、構造が複雑になっていた。また、JR側も京王に間借りする形でこの広場部分に券売機等を設置し、JRと京王の券売機が並ぶ形になっていたため、切符の誤購入が絶えなかった。
ユザワヤは2010年2月28日をもって閉店し、丸井吉祥寺店7・8階へ縮小移転して4月2日より営業を開始した。啓文堂書店も同年3月15日をもって閉店し丸井へ移転した。そしてフレンテ吉祥寺は同年3月31日を最後に閉業した。工事期間中は2階・3階の一部を除き、すべて閉鎖されていた。
ユザワヤ時代の屋上にはユザワヤのラジコンサーキット場があり、ユザワヤのマスコットキャラクターである金色のクマ「ゆう太」の像が置かれていた。これはユザワヤ開店時に浦和店から譲り受けたものであり、2010年（平成22年）2月25日にはテレビ東京の空撮紀行番組『空から日本を見てみよう 中央線沿線スペシャル』にて紹介された。「ゆう太」像はユザワヤ移転後の行先が決まっておらず、同番組放送後も引き取り手を募集していた。なお、2010年5月6日放送の同番組特番にて「ゆう太」の引き取り手が現れず、撤去することが決まった旨を発表し、結局ビル解体と同時に撤去された。また、2011年3月3日放送の同番組で当ビルが改築工事中であることを紹介した際に「ゆう太」の撤去前後も紹介された。
京王電鉄はビル南側の井の頭線高架下の買収も進めており、武蔵野市主導による駅南口周辺の再開発と連携して一体的な整備が行われてきた。旧駅ビルは2010年（平成22年）秋から解体に着手、改築工事に入った。
同時期の2010年（平成22年）3月30日に吉祥寺ロンロンも閉店し、同年4月1日に一部が「アトレ吉祥寺」として生まれ変わった。アトレはリニューアル工事を終えて同年9月21日に全面開業し、現在の形となった。同時にJR吉祥寺駅も京王と足並みをそろえる形で改築工事を進めた。
2007年（平成19年）から行われてきた井の頭線高架橋の改築工事は2011年（平成23年）春に完了し、ホーム・壁面ともリニューアルされた。
2010年3月31日のフレンテ吉祥寺閉業時に出店していたテナントは以下のとおり。
- カレーショップC&C
- スイーツモード（スイーツ）
- リモーネ（ファッション）
- リモーネ2（化粧品・雑貨）
- フラワーショップ京王
- 京王観光
- ベーカリー&カフェ ルパ吉祥寺店
- ミスターミニット（合鍵）
- G.R.C.（ファッション・雑貨）
- スターバックスコーヒー
- 七匹の子ぶた 吉祥寺店（ラーメン）
- スーペルバッコ（イタリア料理）
- まぐろ人（回転寿司）
- ラ・メゾン アンソレイユターブル（カフェレストラン）

### 新駅ビルの完成、キラリナ京王吉祥寺開業
新築された京王吉祥寺駅ビルは2014年（平成26年）4月に完成し、4月23日に商業施設「キラリナ京王吉祥寺」を開業した。新駅ビルの規模は地上1 - 10階・地下1 - 2階、高さ53m、延床面積28,000m2と、旧駅ビルよりさらに大きいものとなり、テナントとしてはユザワヤ吉祥寺店が丸井から再移転したほか、啓文堂書店も再出店している。
なお8・9階に出店した現在のユザワヤ吉祥寺店は3代目で、大型店舗だった初代より規模は小さいものとなったが、現在もユザワヤの主要店舗として重きをなしている。
かつて、ユザワヤ→啓文堂書店だった地下フロアには、現在は京王ストア運営の食品スーパーであるキッチンコートと、100円ショップのザ・ダイソーが入っている。キッチンコートの出店により、シヅオカヤ以来の食品スーパー復活となった。

## 沿革
- 1967年（昭和42年）頃 - 吉祥寺駅南口駅ビル（仮）着工。
- 1970年（昭和45年） - 吉祥寺エコービル竣工。11月、ターミナルエコーとして開業。
  - その後、入居していた店舗などが、ビル側の家賃値上げに抗議して退去したため、長期にわたり閉業状態となる。
- 1995年（平成7年） - ユザワヤがターミナルエコー跡に出店を決定。
- 1996年（平成8年）5月1日 - ユザワヤ吉祥寺店開店。
- 2003年（平成15年）3月20日 - 京王クラウン街を改装し、フレンテ吉祥寺開店。
- 2004年（平成16年）
  - 8月6日 - 啓文堂書店吉祥寺店開店。
  - 9月30日 - 京王電鉄が全館を取得、ビル名称を京王吉祥寺駅ビルに改称。
- 2008年（平成20年） - 京王電鉄が新駅ビルの基本設計・施工計画を策定。
- 2010年（平成22年）
  - 2月28日 - ユザワヤ吉祥寺店（初代店舗）が閉店。
  - 3月15日 - 啓文堂書店（初代店舗）が閉店。
  - 3月31日 - フレンテ吉祥寺が閉店。
  - 4月2日よりユザワヤ・啓文堂書店が丸井吉祥寺店にて新店舗オープン。
  - 11月 - 京王吉祥寺駅ビルの改築工事に着手。
- 2011年（平成23年）春 - 井の頭線高架橋の改築工事が完了。
- 2014年（平成26年）
  - 4月 - 新京王吉祥寺駅ビルが完成。
  - 4月23日 - 新商業施設「キラリナ京王吉祥寺」開業。

## フロア構成

### キラリナ京王吉祥寺
フロア詳細は公式サイトを参照。
| 階 | フロア                                                           | 主な店舗 |
| -- | ---------------------------------------------------------------- | --- |
| 9  | Hobby & Craft ホビー&クラフト                                    | ユザワヤ キラリナテラス（屋上） |
| 8  | Hobby & Craft ホビー&クラフト                                    | ユザワヤ |
| 7  | Culture & Service カルチャー&サービス                            | 京王百貨店（サテライト店）、啓文堂書店 ABCクッキングスタジオ、コンタクトのアイシティ 吉祥寺駅おき眼科（眼科）、椿屋カフェ                                  |
| 6  | Stylish Life スタイリッシュライフ                                | GU、JINS、ドコモショップ ヨギボーストア、保険見直し本舗 |
| 5  | Trend Casual トレンドカジュアル                                  | アートマン アートマン ジーナシス、オリエンタルトラフィック、KBF、ファストネイル、イェッカヴェッカ                                                          |
| 4  | Stylish Casual スタイリッシュカジュアル                          | ジャーナルスタンダード、アーバンリサーチ スピック&スパン、フレッドベリー ニールズヤードレメディーズ（コスメ）、フルーツギャザリング（コスメ） キラリナ広場 |
| 3  | Select Style セレクトスタイル                                    | ビームス、スターバックスコーヒー カシラ（帽子店）、A LoT（駅売店）                                                                                         |
| 2  | Food & Fashion Variety Gate フード&ファッション バラエティゲート | ジェラート ピケ、コレックス、サボン やわらかシロコッペ・KOMEDA'S STAND                                                                                     |
| 1  | Convenience Gate コンビニエンスゲート                            | ベーカリー&カフェ ルパ吉祥寺店、おむすび権米衛 スープストックトーキョー、カレーショップC&C、ピカール フラワーショップ京王                                  |
| B1 | Food & Valiety フード&バラエティ                                 | キッチンコート、ザ・ダイソー ルートートギャラリー ハッピーレモン、金子園、ミスターミニット 三井住友銀行・セブン銀行ATM                                     |
| B2 | 駐車場                                                           | 駐車場 |

### 京王井の頭線吉祥寺駅
- 3階：京王井の頭線改札口、1・2番ホーム、駅事務所、コンコース、自動券売機、定期券売場
- 2階：JR中央線吉祥寺駅公園口（南口）及び、アトレに直結
- 1階：南北自由通路

## 駅ビルが登場する作品
- 『ろくでなしBLUES』 - 吉祥寺を舞台にした学園漫画。エコービルが劇中に登場する[6]。
- 『GTO』 - 吉祥寺を舞台にした学園漫画。ユザワヤ時代の本ビルが登場する（コミックス第7巻など）。
- 『真・女神転生』 - 物語序盤で吉祥寺が舞台となるRPG。ゲーム中で、魔物が登場するビルという設定としてエコービルが登場する。